# Morti nel 730
| Questa pagina contiene informazioni ricavate automaticamente dalle voci biografiche con l'ausilio del template Bio e di un bot. L'aggiornamento è periodico e automatico e ricostruisce completamente la pagina. Se manca una persona in questa lista, sei pregato di non aggiungerla, ma accertati piuttosto che la sua voce biografica contenga il template Bio e che i dati anagrafici siano correttamente compilati. Se il template Bio manca, inseriscilo tu stesso o, in alternativa, metti l'avviso {{tmp\|Bio}} che ne segnala la mancanza. Se i dati riportati sono sbagliati, correggi direttamente la voce biografica; le modifiche saranno visibili in questa lista entro pochi giorni. Per chiarimenti vedi il progetto biografie. La lista contiene solo le 6 persone che sono citate nell'enciclopedia e per le quali è stato implementato correttamente il template Bio. Pagina aggiornata al 19 ott 2024. |

- 9 aprile - Ugo di Champagne, abate e vescovo franco
- 10 giugno - Cosma I di Alessandria, arcivescovo cristiano orientale egiziano
- 24 agosto - Giorgio il Limniota, monaco cristiano bizantino
- 8 settembre - Corbiniano di Frisinga, monaco cristiano e vescovo francese
- K'inich Ahkal Mo' Naahb III, sovrano maya (n. 678)
- Lantfrido, nobile tedesco